# Псалом 91

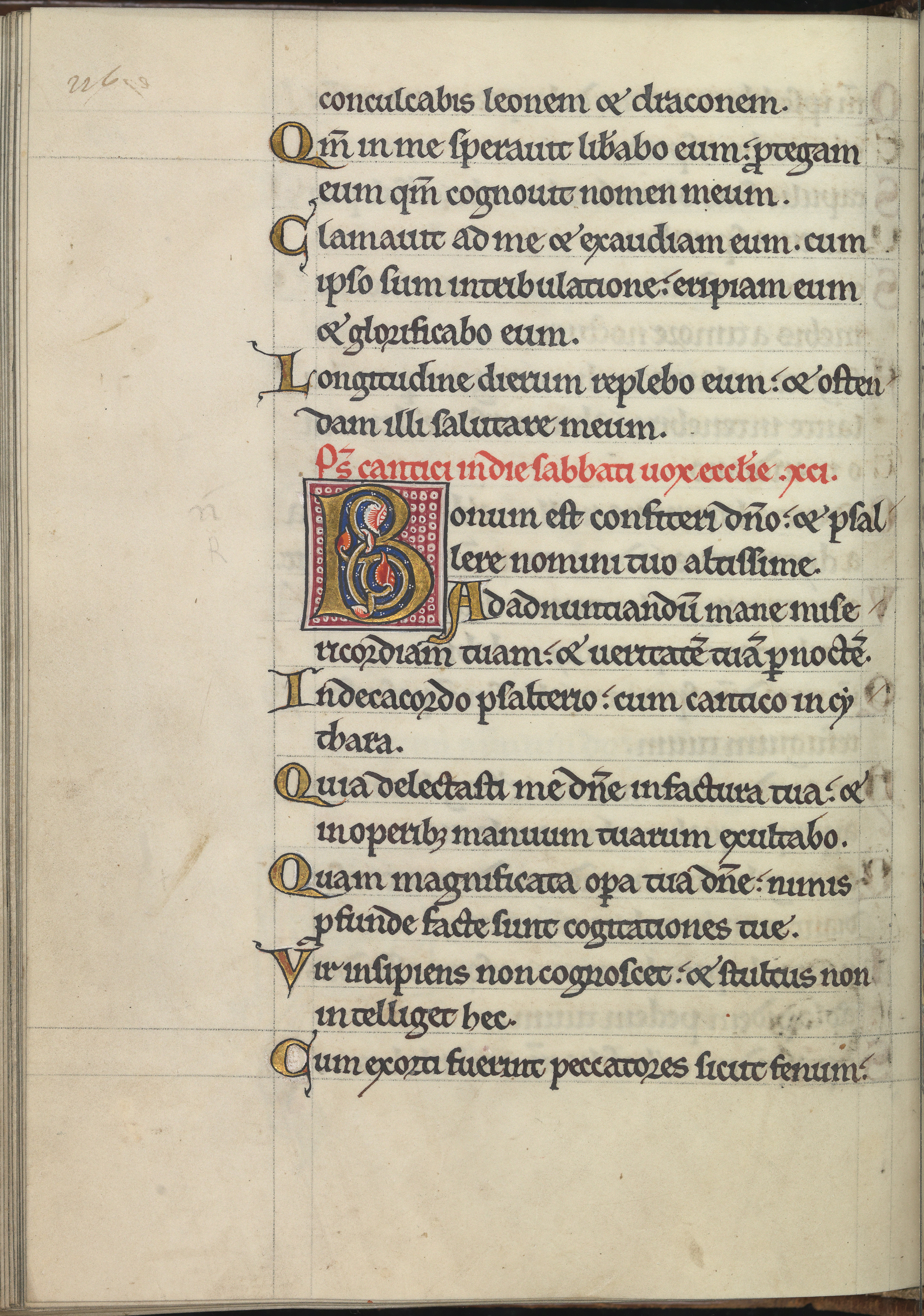
91-й псалом на листе из Псалтири Алиеоноры Аквитанской

Девяносто первый псалом — 91-й псалом из книги Псалтырь (в масоретской нумерации — 92-й). Известен по латинскому инципиту Bonum est confiteri Domino, «Благо есть исповѣдатися Господеви». Посвящён празднованию субботы (шаббата).

## Надписание и авторство псалма
Псалом имеет надписание «Псалом. Песнь на день субботний» (מִזְמוֹר שִׁיר לְיוֹם הַשַּׁבָּת‬). Авторство и время написания неизвестно, однако  этот псалом был в литургическом употреблении у евреев уже в эпоху Храма. Согласно еврейской традиции, изначальная версия этого псалма была написана Адамом, первым человеком. Адам был создан на шестой день творения, то есть в пятницу (Быт. 1:27), а при наступлении вечера (когда уже наступила суббота, так как, согласно Библии, новый день начинается с захода солнца) воспел Богу песнь, которая затем была доработана Моисеем, написавшим окончательный текст псалма.

## Содержание псалма
По содержанию 91-й псалом сходен с предыдущим, гораздо более известным, 90-м псалмом. В нём также воспевается благо, которое Бог оказывает праведникам; но в отличие от 90-го псалма текст псалма является не речью, обращённой к праведнику, но наоборот благодарственной молитвой праведника, наслаждающегося субботним покоем.

## Богослужебное использование
Иудаизм
91-й псалом, вероятно, изначально предназначался для литургического употребления в Храме. Он исполнялся левитами, согласно своему надписанию, в ходе субботней службы. В современном талмудическом иудаизме псалом читается в субботних молитвах в общей сложности трижды за день. В обряде встречи субботы псалом читается сразу за главным гимном («Леха доди»), и таким образом, открывает субботние молитвы. В утренней молитве субботы псалом читается дважды, а в праздники, не совпадающие с субботой, единожды.
Православие
Стихи 2—3, 16 из этого псалма используются как первый вседневный антифон (с припевом «молитвами Богородицы, Спасе, спаси нас»). Также полностью 91-й псалом поют в Междочасие 1-го часа, на утрени в седмицы Великого поста в 13-й кафизме, в Страстную седмицу Великого поста, в праздник Благовещения Пресвятой Богородицы.
Католицизм
По уставу святого Бенедикта, 91-й псалом пели на лаудах в пятницу.